# Grupo de permutação primitivo
Em matemática, um grupo de permutação G que atua em um conjunto finito não vazio X é chamado de primitivo se G atuar transitivamente em X e as únicas partições que a ação de G preserva são as partições triviais em um único conjunto ou em conjuntos de um único |X|. Caso contrário, se G for transitivo e preservar uma partição não trivial, G será chamada de imprimitivo.
Embora os grupos de permutação primitivos sejam transitivos, nem todos os grupos de permutação transitivos são primitivos. O exemplo mais simples é o grupo de Klein agindo nos vértices de um quadrado, que preserva a partição em diagonais. Por outro lado, se um grupo de permutação preserva apenas partições triviais, ele é transitivo, exceto no caso do grupo trivial que atua em um conjunto de dois elementos. Isso ocorre porque, para uma ação não transitiva, ou as órbitas de G formam uma partição não trivial preservada por G ou a ação do grupo é trivial e, nesse caso, todas as partições não triviais de X (que existe para |X| ≥ 3) são preservadas por G.
Essa terminologia foi introduzida por Évariste Galois em sua última carta, na qual ele usou o termo francês équation primitive para uma equação cujo grupo de Galois é primitivo.

## Propriedades
Na mesma carta em que introduziu o termo “primitivo”, Galois apresentou o seguinte teorema:

Se G for um grupo primitivo solucionável atuando em um conjunto finito X, então a ordem de X é uma potência de um número primo p. Além disso, X pode ser identificado com um espaço afim sobre o campo finito com p elementos, e G atua em X como um subgrupo do grupo afim.
Se o conjunto X no qual G atua for finito, sua cardinalidade será chamada de grau de G.
Um corolário desse resultado de Galois é que, se p for um número primo ímpar, então a ordem de um grupo transitivo solucionável de grau p é um divisor de {\displaystyle p(p-1).} De fato, todo grupo transitivo de grau primo é primitivo (já que o número de elementos de uma partição fixado por G deve ser um divisor de p) e {\displaystyle p(p-1)} é a cardinalidade do grupo afim de um espaço afim com elementos p.
Segue-se que, se p for um número primo maior que 3, o grupo simétrico e o grupo alternante de grau p não são solucionáveis, pois sua ordem é maior que  {\displaystyle p(p-1).} O teorema de Abel-Ruffini resulta disso e do fato de que há polinômios com um grupo Galois simétrico. 
Uma definição equivalente de primitividade se baseia no fato de que toda ação transitiva de um grupo G é isomórfica a uma ação decorrente da ação canônica de G no conjunto G/H de coclasses para H, um subgrupo de G. Uma ação de grupo é primitiva se for isomórfica a G/H para um subgrupo máximo H de G e imprimitiva caso contrário (ou seja, se houver um subgrupo próprio K de G do qual H seja um subgrupo próprio). Essas ações imprimitivas são exemplos de representações induzidas.
Os números de grupos primitivos de pequeno grau foram declarados por Robert Carmichael em 1937:
| Grau   | 2 | 3 | 4 | 5 | 6 | 7 | 8 | 9  | 10 | 11 | 12 | 13 | 14 | 15 | 16 | 17 | 18 | 19 | 20 | 21 | 22 | 23 | 24 |                             |
| Número | 1 | 2 | 2 | 5 | 4 | 7 | 7 | 11 | 9  | 8  | 6  | 9  | 4  | 6  | 22 | 10 | 4  | 8  | 4  | 9  | 4  | 7  | 5  | (sequência A000019 na OEIS) |

Há um grande número de grupos primitivos de grau 16. Como Carmichael observa, todos esses grupos, exceto o grupo simétrico e alternado, são subgrupos do grupo afim no espaço de 4 dimensões sobre o campo finito de 2 elementos.

## Exemplos
- Considerando o grupo simétrico {\displaystyle S_{3}} agindo no conjunto {\displaystyle X=\{1,2,3\}} e a permutação

{\displaystyle \eta ={\begin{pmatrix}1&2&3\\2&3&1\end{pmatrix}}.}
Ambos {\displaystyle S_{3}} e o grupo gerado pelo {\displaystyle \eta } são primitivos.
- Agora considere o grupo simétrico {\displaystyle S_{4}} agindo no conjunto {\displaystyle \{1,2,3,4\}} e a permutação

{\displaystyle \sigma ={\begin{pmatrix}1&2&3&4\\2&3&4&1\end{pmatrix}}.}
O grupo gerado por {\displaystyle \sigma }, pois a partição {\displaystyle (X_{1},X_{2})} onde {\displaystyle X_{1}=\{1,3\}} e {\displaystyle X_{2}=\{2,4\}} é preservado sob {\displaystyle \sigma }, isto é, {\displaystyle \sigma (X_{1})=X_{2}} e {\displaystyle \sigma (X_{2})=X_{1}}.
- Todo grupo transitivo de grau primo é primitivo
- O grupo simétrico {\displaystyle S_{n}} agindo no conjunto {\displaystyle \{1,\ldots ,n\}} é primitivo para cada n e o grupo altenante {\displaystyle A_{n}} agindo no set {\displaystyle \{1,\ldots ,n\}} é primitivo para todo  n > 2.